# Владиславићи
Владиславићи (рус. Владиславичи) су руска племићка породица српског порекла.
Род води порекло од православног Херцеговца Луке Владиславовића, који је средином 17. века пребегао од Турака у Дубровник. Године 1702. у Русију је дошао његов син Сава Лукич, 1711. године је учествовао у Прутском походу Петра Великог, 1725. био је руски посланик у Кини, а највишим указом од 24. фебруара 1725. њему и његовим четворици нећака Ефиму, Гаврилу, Мојсију и Ивану Ивановичу Рагузинском је дозвољено да се потписују као грофови Владиславићи.
Највишом уредбом, 8. фебруара 1773. године, поручнику Николају и другом мајору Гаврилу Андрејевичу Папрецком је дозвољено да преузму презиме и титулу свог стрица Мојсија Ивановича Владиславића и да се зову грофови Владиславићи.